# 采列城市市鎮

46°14′N 15°16′E / 46.233°N 15.267°E
采列城市市鎮，是斯洛文尼亞的一個城市市鎮，位於該國中部偏東北，行政中心設於采列，面積94.9平方公里，海拔高度304米，2002年人口48,081，人口密度每平方公里510人。